# Modello di Bertrand
In microeconomia il modello di Bertrand è un esempio di concorrenza imperfetta sviluppato dall'economista e matematico francese Joseph Louis François Bertrand.
Il modello si basa sulle seguenti assunzioni:
- sono presenti due imprese (duopolio), che producono un prodotto omogeneo (ovvero, non vi è differenziazione di prodotto). Ciò significa che il prodotto è, per i consumatori, perfettamente sostituibile;
- le imprese non cooperano, cioè non c'è collusione;
- le due imprese hanno potere di mercato, competendo attraverso il prezzo, che scelgono simultaneamente (la decisione di ogni azienda su quanto produrre influenzerà la quantità da produrre);
- i consumatori comprano dall'impresa con il prezzo più basso;
- ciascuna impresa cala il proprio prezzo di mercato ma senza che esso sia inferiore al costo marginale di produzione;
- se le due imprese fissano un prezzo uguale (e ciò avviene solo se hanno uno stesso costo marginale di produzione e quindi una funzione di costo uguale per quanto riguarda i valori dipendenti dalla variabile output[non chiaro]), i consumatori scelgono casualmente da quale impresa comprare;
- le imprese attuano un comportamento strategico, cercando di massimizzare il loro profitto date le decisioni dei concorrenti.
- se una delle due imprese ha un costo marginale di produzione inferiore all'altra, allora il prezzo di mercato che fisserà, in equilibrio, sarà tendente al costo marginale dell'altra impresa, ma di un valore minimo leggermente inferiore;
- se si verifica la situazione precedente, l'impresa che assorbe la domanda ottiene tutto il profitto economico e il massimo surplus sociale, mentre l'altra sceglie di non produrre (conseguendo ricavi e costi nulli);
- se le imprese fissano lo stesso prezzo, allora in equilibrio si spartiranno il mercato idealmente e otterranno lo stesso profitto (nullo);

Il mercato risulta efficiente, e il guadagno di ogni impresa è pari a 0, perché le imprese abbasseranno il prezzo fino a che questi non eguaglierà il costo marginale (situazione distruttiva per le imprese).